# Cerura prasana
Cerura prasana är en fjärilsart som beskrevs av Moore 1865. Cerura prasana ingår i släktet Cerura och familjen tandspinnare. Inga underarter finns listade i Catalogue of Life.